# Wanna One
I Wanna One sono un gruppo musicale sudcoreano formatosi a Seul nel 2017, attraverso la seconda edizione del talent show Produce 101. Il loro contratto è terminato il 31 dicembre 2018, ma hanno concluso le attività il 27 gennaio 2019 con un ultimo concerto intitolato Therefore Concert. Si sono riuniti agli Mnet Asian Music Award l'11 dicembre 2021, esibendosi con l'inedito Beautiful (Part III), pubblicato il 27 gennaio 2022.

## Formazione
- Yoon Ji-sung (윤지성) – leader, voce (2017-2019)
- Ha Sung-woon (하성운) – voce (2017-2019)
- Hwang Min-hyun (황민현) – voce (2017-2019)
- Ong Seong-wu (옹성우) – voce (2017-2019)
- Kim Jae-hwan (김재환) – voce (2017-2019)
- Kang Daniel (강다니엘) – voce, rap (2017-2019)
- Park Ji-hoon (박지훈) – voce, rap (2017-2019)
- Park Woo-jin (박우진) – rap (2017-2019)
- Bae Jin-young (배진영) – voce (2017-2019)
- Lee Dae-hwi (이대휘) – voce, rap (2017-2019)
- Lai Kuan-lin (라이관린) – rap (2017-2019)

## Discografia

### Album
- 2017 – 1×1=1 (To Be One)
- 2017 – 1-1=0 (Nothing Without You) (CD)
- 2018 – 0+1=1 (I Promise You)
- 2018 – 1¹¹=1 (Power Of Destiny) (CD)

Singles & EPs
- 2018 – 1÷x=1 (Undivided)

Concerts
- 2017 – Wanna One Premier Show-Con
- 2017 – Wanna One Premier Fan-Con
- 2017 – KCON LA 2017
- 2017 – KCON  Australia
- 2017 – The Seoul Awards (Seoul)
- 2017 –  Melon Music Awards 2017
- 2017 –  Gayo Daejeon 2017
- 2018 –  Music Bank in Chile
- 2018 –  KCON 2018 NY
- 2018 –  One: The World
- 2018 –  AsiaWorld-Arena
- 2018 –  KBS MUSIC BANK IN BERLIN 2018
- 2019 – Wanna One Therefore Concert

## Riconoscimenti
I Wanna One hanno vinto il "Rookie Grand Slam" nel 2018, dopo aver vinto i premi Newcomer da importanti cerimonie come Mnet Asian Music Award, Golden Disc Award, Seoul Music Award, Melon Music Award e Circle Chart Music Award. Billboard li ha scelti come il miglior nuovo gruppo K-Pop del 2017.